# Мєшков Юрій Олександрович
Мєшко́в Ю́рій Олекса́ндрович (рос. Мешков Юрий Александрович, нар. 25 жовтня 1945, Синельникове, Дніпропетровська область, Українська РСР, СРСР — 29 вересня 2019, Красногорськ, Московська область, Росія) — кримський проросійський політик і юрист, перший та єдиний Президент Республіки Крим (1994–1995), третій Голова Ради Міністрів Криму (1994). Кандидат юридичних наук, викладач Московського юридичного університету ім. Кутафіна (раніше — Московська державна юридична академія ім. Кутафіна).
Мєшков одіозно відомий своїми українофобськими поглядами та спробою приєдання півострова Крим до Росії.

## Життєпис
Юрій Мєшков народився у місті Синельникове, що на Дніпропетровщині. Батько — росіянин (з донських козаків), а матір українка. Юнацькі роки провів у Сімферополі, працював слюсарем на заводі «Фіолент». Згодом служив у прикордонних військах. 1977 року закінчив юридичний факультет Московського університету. До 1982 року працював слідчим, а згодом і старшим слідчим прокуратури Криму, займався розкриттям особливо небезпечних злочинів. З 1982 по 1985 ходив у закордонні рейси на науково-пошуковому судні «Скіф». З 1985 по 1990 рік — адвокат юридичної консультації Київського району Сімферополя, юрист компанії «Каракаплан», адвокат Кримської колегії адвокатів.
Окрім основної діяльності, Мєшков був співголовою Кримського відділення історико-просвітницького товариства «Меморіал», а також президентом Кримської федерації кікбоксингу. Має чорний пояс з карате.
У березні 2019 року Мєшкова на дві доби заарештовали Центральним «судом» Сімферополя (контролюється окупаційною владою РФ). Російські ЗМІ стверджували, що він чинив опір працівнику російської поліції.

### Початок політичної кар'єри
1990 року Мєшкова обрано народним депутатом Кримської обласної Ради (пізніше цей орган державного управління було перейменовано у Верховну Раду Кримської АРСР, а ще трохи згодом у Верховну Раду Криму). Мєшков був одним із засновників та головою Республіканського руху Криму (РРК (рос. РДК)). У серпні 1991 року він виступив проти більшості членів Ради, що активно підтримували ДКНС. 23 жовтня того ж року Верховна Рада Кримської АРСР прийняла у першому читанні закон про референдум, однак сам референдум про статус півострова проводити не стала. У відповідь на це Юрій Мєшков оголосив публічне голодування на площі перед Верховною Радою, яке закінчилося 1 листопада госпіталізацією Мєшкова.
У 1992 році очолюваний ним РРК організував дві ініціативні групи, що збирали підписи за проведення референдуму про від'єднання Криму від України. Однак Голова Верховної Ради Криму Микола Багров наклав мораторій на проведення всекримського референдуму. 24 жовтня 1992 року відбулося засідання РРК, на якому було затверджено створення нової Республіканської партії Криму (партії РРК) на чолі з Мєшковим, до якої не увійшла велика кількість членів РРК, діяльність яких розбігалася з ідеологією новоствореної організації. Виключені депутати у відповідь створили Народну партію Криму (НПК, нині — партія «Союз»), однак задля того, аби мати можливість використовувати абревіатуру «РРК», затвердили створення громадської організації «Російськомовний рух Криму».
23 жовтня 1993 року Мєшков разом з депутатами Верховної Ради УРСР останнього скликання Володимиром Тереховим та Сергієм Цековим брав участь у засіданні Розширених координаційних рад рухів і партій, де було створено «Російську общину Криму». Втім, діяльність цього об'єднання активізувалася аж у 1995 році, вже без Мєшкова.
На січень 1994 року було призначено перші вибори президента Республіки Крим. Під час передвиборчої кампанії на Юрія Мєшкова було вчинено замах — його вдарили сталевим прутком по потилиці, коли він повертався додому після засідання. Після цього відбулося спільне засідання партій РПК(РРК) та НПК, на якому ухвалено створити передвиборчий блок «Росія». Голова НПК згідно з домовленістю мав отримати посаду помічника Президента.
30 січня 1994 року Юрій Мєшков упевнено переміг у другому турі виборів Президента Республіки Крим, здобувши 72,9 % голосів. Його головний конкурент Микола Багров набрав усього 23,35 %.

### Діяльність на посаді Президента Криму
Підтримку населення і, як результат цього, посаду Президента Криму Мєшков частково здобув завдяки зв'язкам з шовіністично налаштованими російськими політиками: Костянтином Затуліним, Сергієм Бабуріним, командувачем ЧФ РФ Едуардом Балтіним та іншими. Політичною платформою при цьому став курс на максимальне зближення з Росією, аж до входження Криму до її складу. Мєшков планував введення на півострові рубльової зони, укладання військово-політичної угоди з Росією, надання жителям Криму російського громадянства, введення московського часу тощо. Втім, через рішучу протидію української влади та кримської опозиції, єдиним, що було зроблено, став указ № 1 про переведення стрілок годинника аналогічно з Москвою.
Одним з перших кроків Мєшкова після обрання стало запрошення на посаду віце-прем'єра Кримського уряду російського економіста Євгена Сабурова, що на той час мав російське громадянство. Саме цей факт став приводом для того, аби півроку потому український уряд ініціював відставку Сабурова. Ще одним кадровим рішенням Мєшкова стала підтримка Сергія Цекова на посаді спікера кримського парламенту. Однак знайти спільну мову двом політикам не вдалося, що, фактично, і стало початком кінця правління Мєшкова. Не витримавши протистояння, він оголосив про розпуск парламенту і виставив свою охорону навколо будівлі. Одночасно з тим і Цеков, і Мєшков написали президенту України скарги один на одного, чим керівна верхівка країни одразу ж скористалася, призначивши новий уряд та позбавивши Президента Криму частини повноважень. У березні 1995 року посаду було скасовано. Офіційною причиною цього стала необхідність «приведення Конституції і законів Автономної Республіки Крим у відповідність з Конституцією і законами України з метою забезпечення верховенства Конституції і законів України на всій її території та захисту державного суверенітету України».

### Наукова діяльність
21 вересня 2000 року Мєшков у Московській юридичній академії (МДЮА), де він викладав, захистив кандидатську дисертацію на тему «Конституційно-правовий статус Республіки Крим» (рос. Конституционно-правовой статус Республики Крым, 218 c. РГБ ОД, 61:00-12/536-1).
Як основний об'єкт дослідження в дисертації було обрано положення та норми Конституції Республіки Крим, конституційних законів та інших нормативних правових актів; правові та організаційні механізми і процедури в рамках встановлення правовідносин Криму та України, державної організації Республіки Крим. У роботі сформульовано визначення поняття «подвійних меншин, що опинилися на інонаціональній території»; проведено їх класифікацію відповідно до характеру їх виникнення та наявності чи відсутності однонаціональної держави. Сформульовано й доведено нову концепцію автономізації.

### Спроби відновлення політичної кар'єри
2 липня 2011 року Юрій Мєшков повернувся до Сімферополя після 16 років вигнання. На вокзалі його зустріли кілька колишніх соратників з Республіканського руху Криму. Мєшков відмовився спілкуватися з журналістами, пообіцявши зробити це після того, як урегулює родинні питання. Разом з тим він повідомив, що 6 липня проведе зустріч з виборцями Криму та розгляне питання доцільності ініціювання кампанії з відновлення колишньої кримської конституції зразка 1992 року, що гарантувала б сучасній автономії конфедеративні відносини з Україною.
11 липня того ж року Окружний адміністративний суд АР Крим підтримав постанову СБУ про депортацію Мєшкова з території України з обмеженням в'їзду протягом 5 років. Причиною для цього стали висловлювання колишнього Президента Криму, що побічно закликали до зміни конституційного ладу України. При цьому представник Служби безпеки повідомив, що питання щодо кримінальної відповідальності Мєшкова не порушувалося через те, що його висловлювання не містили закликів насильницького характеру. 7 серпня 2013 року Вищий адміністративний суд визнав депортацію Мєшкова незаконною.
12 березня 2014 року після початку тимчасової російської окупації Криму Мєшков повернувся до Сімферополя. Він відзначив, що вважає себе громадянином Криму і всі ці роки перебував у розлуці з батьківщиною. Наступного дня Мєшков заявив, що готовий очолити новостворену республіку після оголошення результатів референдуму 16 березня, бо вважає, що 1995 року його позбавили влади незаконно. 
2016 року Мешкова внесли до бази сайту «Миротворець» через його антиукраїнську діяльність та пособництво російським окупантам у Криму.

### Смерть
1 вересня 2019 року Юрій Мєшков переніс інсульт в Туреччині, куди приїхав з дружиною на відпочинок. Турецькі лікарі ввели його в штучну кому та вивели з неї через добу. За словами доньки, Мєшков отримав інсульт після суперечки з адміністрацією готелю. 16 вересня 2019 року він повернувся до Росії, де в нього діагностували запалення легенів. Помер 29 вересня 2019 року в лікарні підмосковного Красногорська.
Похований у Сімферополі на цвинтарі «Абдал».